# Larsen & Toubro
Pour les articles homonymes, voir LNT.
Larsen & Toubro (L&T) est un conglomérat basé à Mumbai en Inde. Il fait partie de l'indice boursier BSE Sensex. Il est notamment présent dans la construction, dans l'électronique, la finance, l'ingénierie industrielle.

## Historique
Larsen & Toubro est créé en 1938 par deux ingénieurs danois, Henning Holck-Larsen et Søren Kristian Toubro.
En octobre 2014, L&T décroche le contrat de construction de la Statue de l'Unité annoncée comme la plus haute du monde (182 mètres de hauteur).
En septembre 2015, l'entreprise annonce souhaiter diversifier ses activités en ciblant des contrats à l'international, en Asie et en Afrique, ayant déjà noué des liens commerciaux avec le Moyen-Orient. Le même mois, L&T décroche un contrat de construction de 62 km de ligne de métro à Riyad.
En décembre 2015, L&T remporte le contrat de $63 millions pour la construction d'une usine de raffinement de coke de pétrole à Oman.
En juin 2016, le Qatar accorde à Larsen & Toubro un contrat pour la construction d'un nouveau stade de 40 000 places à 20 minutes de Doha (Al-Rayyan Stadium) en vue des préparatifs de la coupe du monde de football de 2022.
En mai 2017, le ministère de la Défense indien et la Corée du Sud passent commande de cent obusiers de calibre 155 mm et 52 calibres à Larsen & Toubro.
La filiale rails-métro travaille également sur la construction d'une ligne de métro de 72 km dans la ville d'Hyderabad qui devait être achevée en décembre 2018.
En 2017, l'Inde commande cent canons automoteurs K9 Thunder à Hanwha Defense (en), une filiale du groupe Samsung, dans une version adaptée à la haute altitude, prenant le nom de Vajra-T. Quatre-vingt-dix d'entre eux sont assemblés par L&T en Inde avec 50 % de composants produits localement ; fin de livraison (devançant d'un an le contrat) en 2020. En décembre 2024, la commande est doublée, 60% des composants seront produits en Inde pour aller dans le sens du « make in India » cher à Narendra Modi, particulièrement pour les fournitures militaires. 
En mai 2018, Schneider Electric annonce l'acquisition des activités de Larsen & Toubro dans les équipements électriques et automatiques qui comprennent environ 5 000 employés, pour 1,75 milliard de dollars. Ces activités vont être fusionnées avec une partie des activités de Schneider Electric en Inde, pour créer un nouvel ensemble détenu à 65 % par Schneider Electric.
En mai 2022, L&T Infotech et Mindtree annoncent la fusion de leurs activités, créant un ensemble valorisé à 17,69 milliards de dollars.

## Controverses
En avril 2012, la filiale L&T InfoTech est accusée de fraudes sur les demandes de visa H1-B auprès de l'immigration des États-Unis.
En février 2013, trois employés de L&T sont arrêtés à la suite de l'écroulement d'un pont en construction à Mumbai ayant provoqué la mort d'un ouvrier.
En 2013, la Banque mondiale suspend le droit à Larsen & Toubro de répondre à des appels d'offres du 7 mars 2013 au 6 septembre 2013, un employé ayant créé de faux documents cinq ans auparavant pour gagner un contrat de fourniture d'appareils à ultrasons.